# 戈壁母亲
《戈壁母亲》是沈好放指导，刘佳等人出演的一部电视剧，该剧主要讲述的是一位母亲因为寻找丈夫而来到了新疆，然后她在那里把自己的孩子培养成了军人的故事。该剧在2007年上映。该剧获得27届飞天奖中的优秀音乐奖

## 剧情简介
中国解放后，一位母亲带着自己的孩子来到了新疆去找丈夫，并且在寻找丈夫的时候遇到了一个孤女，于是她收养了这个女孩。
在这之后，这位母亲把自己的孩子们都培养成了为国出力的军人。

## 演员表
- 刘佳 饰 刘月季
- 巫刚 饰 钟匡民
- 赵君 饰 郭文云
- 柯蓝 饰 孟苇婷
- 耿乐 饰 钟槐
- 陈思斯 饰 赵丽江
- 王伯昭 饰 程世昌
- 王骁  饰 钟杨
- 魏书钧 饰 钟杨（童年）
- 向甜 饰 钟柳
- 关晓彤 饰 钟柳（童年）
- 崔波 饰 刘玉兰
- 李君峰 饰 王朝刚
- 曹胤 饰 孟少凡

## 所获奖项
- 2008年
  - 在金鹰奖的优秀长篇电视剧奖中，该作获奖。[4]
  - 在观众喜爱电视剧女演员奖中，刘佳根据该作获奖。
  - 娄炜根据该作获得最佳录音奖。
  - 在五个一工程奖中，该作获奖。
- 2009年
  - 该作获得优秀音乐奖，长篇电视剧一等奖。

## 相關連結
- 豆瓣电影上《戈壁母亲》的資料 （简体中文）
- 央视网链接 （页面存档备份，存于）